# 闊闊出 (通天巫)
通天巫闊闊出（12世纪—13世纪？），蒙古晃豁塔歹氏人，大薩滿，長者蒙力克第四子，是為蒙古大汗铁木真上「成吉思汗」稱號的授予者。

## 生平
闊闊出因任本部萨满，号称“帖卜腾格理”，即“天之使者”（通天巫）。蒙力克原本事奉铁木真的父亲也速该。1170年，也速该死，蒙力克父子一度离去，投靠札達蘭部的札木合。1189年，铁木真即位蒙古部汗之后，闊闊出随父再次事奉铁木真。
據史書所載，此人慣于「揭示玄機，預言未來事件」，常赤身裸體出沒于荒野深山，回來說：「神在和我談話，我在上天巡游。」亦曾對成吉思汗說：「神命你為普世君王！」「天神與我談過話，他說：『我已把整個地面賜給鐵木真及其子孫，命他為成吉思汗，教他如何這般實施仁政。』」
蒙古帝國建立後，闊闊出與成吉思汗二弟拙赤合撒兒不和，曾吊打合撒儿，其后挑起成吉思汗與合撒儿發生爭執，經母親訶額侖出面才平息事端。又诱夺成吉思汗幼弟铁木哥斡赤斤的部众，逼着铁木哥下跪认错。但闊闊出借助其獨特的身份，聚攏各部眾之人，大有威脅成吉思汗家族統治之意。成吉思汗隨後命其幼弟铁木哥代為處置，铁木哥與三力士折斷闊闊出脊椎，闊闊出遂死去。闊闊出死後，鐵木真扶持親信巴阿鄰部的巫師兀孫老人為薩滿教首領。

## 延伸阅读
[在维基数据编辑]
 《新元史/卷125》，出自柯劭忞《新元史》